# 劉起宗
劉起宗（1504年—？年），字宗之，號初泉，四川重慶府巴縣人，明朝政治人物。官至遼東苑馬寺卿。

## 生平
嘉靖七年（1528年）戊子科四川鄉試第二名舉人，嘉靖十七年（1538年）中式戊戌科三甲進士。授武昌府推官，二十四年十二月擢戶科給事中。因疏劾嚴嵩父子，遭廷杖，謫官荔浦縣典史。历官南京礼部郎中，出知宁国府，升浙江按察司海道副使，三十四年七月因御倭无功，被巡按御史胡宗宪弹劾，降一级，为湖广布政司左參議，嘉靖三十五年（1556年）十月，陞湖廣提學副使，官至遼東苑馬寺卿。

## 家族
劉起宗祖上三世皆為進士，祖父劉春官至禮部尚書。